# ㅥ
ㅥは、ハングルを構成する子音字母のひとつ。現在は使用されない古いハングル字母であり、ㄴを重ねて作られている。呼称はサンニウン（쌍니은）。世祖以後（15世紀中葉）には正書法の変化により使用されなくなった。

## 文字コード
| 名称                        | 種類   | コード | HTML実体参照コード | 表示 |
| HANGUL LETTER SSANGNIEUN    | 単体字 | U+3165 | &#12645;           | ㅥ   |
| HANGUL CHOSEONG SSANGNIEUN  | 初声用 | U+1114 | &#4372;            | ᄔ   |
| HANGUL JONGSEONG SSANGNIEUN | 終声用 | U+11FF | &#4607             | ᇿ     |